# 卵心叶马铃苣苔
卵心叶马铃苣苔（学名：Oreocharis cordato-ovata），为苦苣苔科马铃苣苔属下的一个植物种。